# Yasashikunaritai
『yasashikunaritai』（やさしくなりたい）は、永井真理子初のバラード・ベスト・アルバム。

## 概要
バラード楽曲を中心にセレクトされ、ベスト・アルバムとしては3枚目。
先行シングル「やさしくなりたい」、遠藤京子作詞・作曲による書き下ろし楽曲「泣きたい日もある」が収録、後にシングルカット。また同曲は遠藤自身もアルバム『恋愛』にてセルフカバー。
次作以降、永井のセルフ・プロデュースに変更されたため約5年間プロデュース担当の金子文枝、根岸貴幸が編曲を手掛けたアルバムは本作が最後。
8thシングル「TIME -Song for GUNHED-」のカップリング曲「あなたを見てると」が、発売2年半を経てアルバムに初収録。
2枚目のベスト・アルバム『POCKET』からは4曲選出。
本作は1992年3月9日付けのオリコンチャートにて最高位1位を獲得、登場回数は17回で売り上げ枚数は49.4万枚となった。これにより永井の1位獲得作品は3作目となった。

## 収録曲
| 全編曲: 根岸貴幸。 |                           |            |            |       |
| #                  | タイトル                  | 作詞       | 作曲       | 時間  |
| 1.                 | 「泣きたい日もある」      | 遠藤京子   | 遠藤京子   | 5:24  |
| 2.                 | 「ZUTTO」                 | 亜伊林     | 藤井宏一   | 5:50  |
| 3.                 | 「やさしくなりたい」      | 亜伊林     | 北野誠     | 4:07  |
| 4.                 | 「Keep On “Keeping On”」  | 永野椎菜   | 辛島美登里 | 4:37  |
| 5.                 | 「今、君が涙を見せた」    | 永野椎菜   | 辛島美登里 | 5:07  |
| 6.                 | 「黄昏のストレイシープ」  | 川田多摩喜 | 前田克樹   | 5:13  |
| 7.                 | 「瞳･元気」               | 只野菜摘   | 辛島美登里 | 4:43  |
| 8.                 | 「あなたを見てると」      | 亜伊林     | 本多俊之   | 5:34  |
| 9.                 | 「ありがとうを言わせて…」 | 永井真理子 | 吉川忠英   | 4:11  |
| 10.                | 「Mariko」                | 永井真理子 | 前田克樹   | 4:09  |
| 11.                | 「Change」                | 只野菜摘   | 藤井宏一   | 3:57  |
| 12.                | 「さよならの翼」          | 浅田有理   | 前田克樹   | 5:13  |
| 合計時間:          | 合計時間:                 | 合計時間:  | 合計時間:  | 58:05 |

### 解説
1. 泣きたい日もある
2. ZUTTO
  - フジテレビ系『邦ちゃんのやまだかつてないテレビ』エンディング・テーマ
3. やさしくなりたい
  - 明治乳業『ブルガリアヨーグルト』CMソング
4. Keep On “Keeping On”
5. 今、君が涙を見せた
6. 黄昏のストレイシープ
7. 瞳･元気
8. あなたを見てると
9. ありがとうを言わせて…
10. Mariko
11. Change
12. さよならの翼